# Rüfe
Rüfe bezeichnet in Gebieten der Ostschweiz:
- einen Murgang
- einen Gebirgsbach, der nur saisonal zur Zeit der Schneeschmelze Wasser führt

Im Gegensatz zur Rüfe in der allgemeinen Bedeutung „Mure“/„Murgang“ kehrt eine Rüfe in der Bedeutung saisonaler Bach (periodisches Gewässer) jedes Jahr an derselben Stelle wieder und wird entsprechend verbaut, um Schadensfälle zu verhindern.
Ein Beispiel für eine Rüfe dieser Art ist die Teilerrüfi in der Bündner Herrschaft im Schweizer Kanton Graubünden.

## Bilder

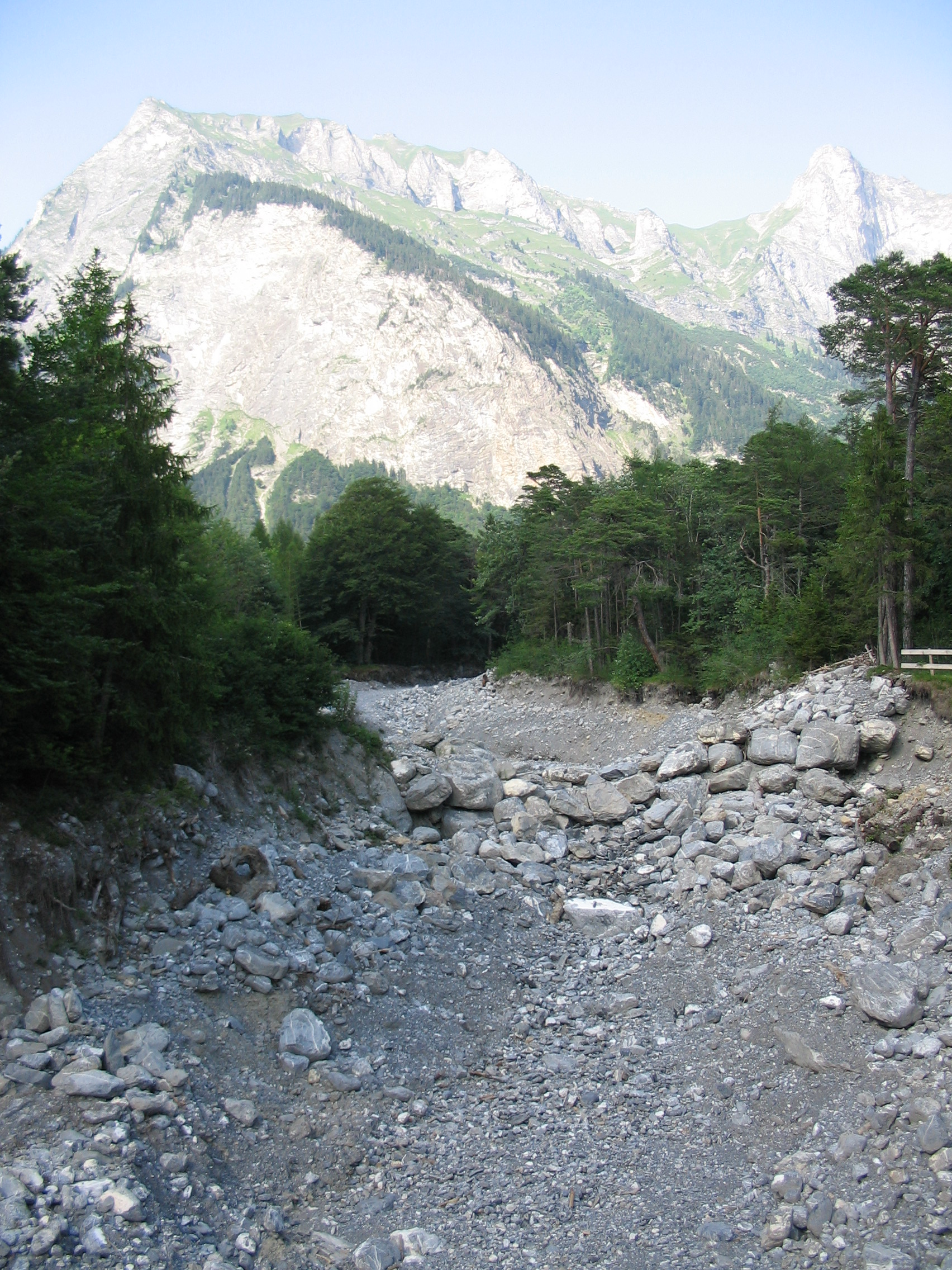
Lochrüfe zwischen Fläsch und Maienfeld auf der St. Luzisteig Richtung Falknis gesehen
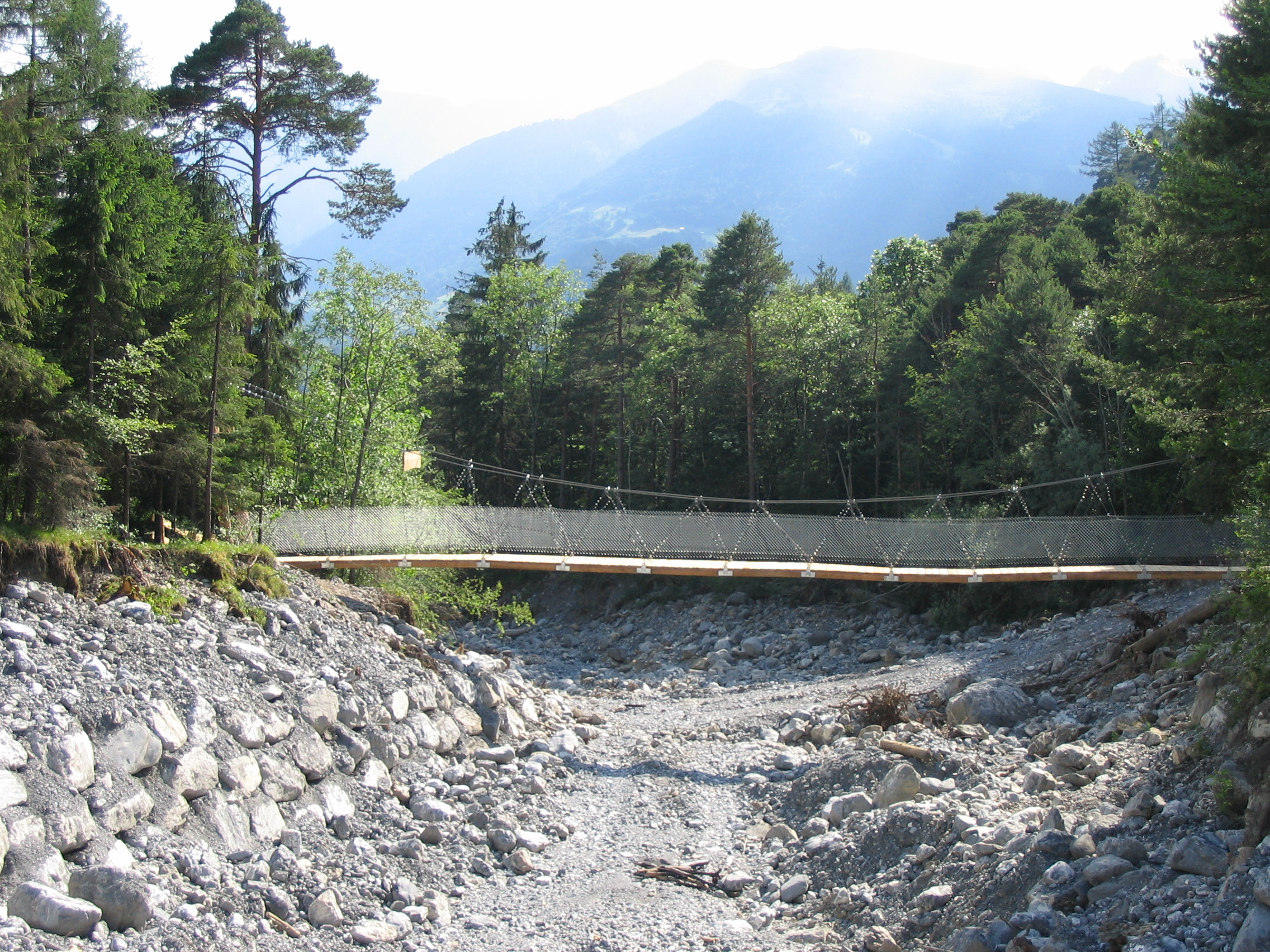
Lochrüfe in Talrichtung gesehen
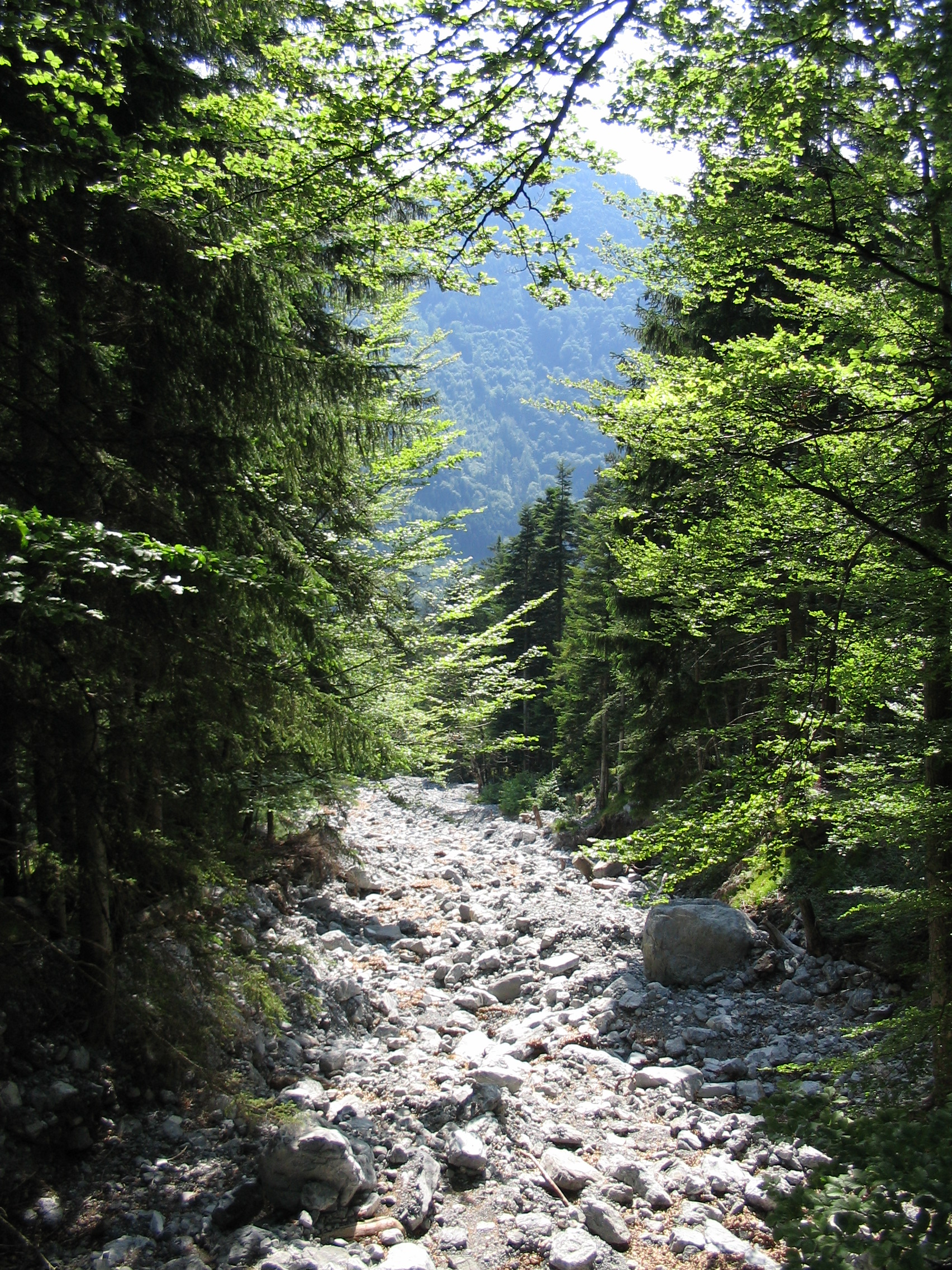
Rüfe im Rappentobel bei der Guscha